# Frightened Rabbit

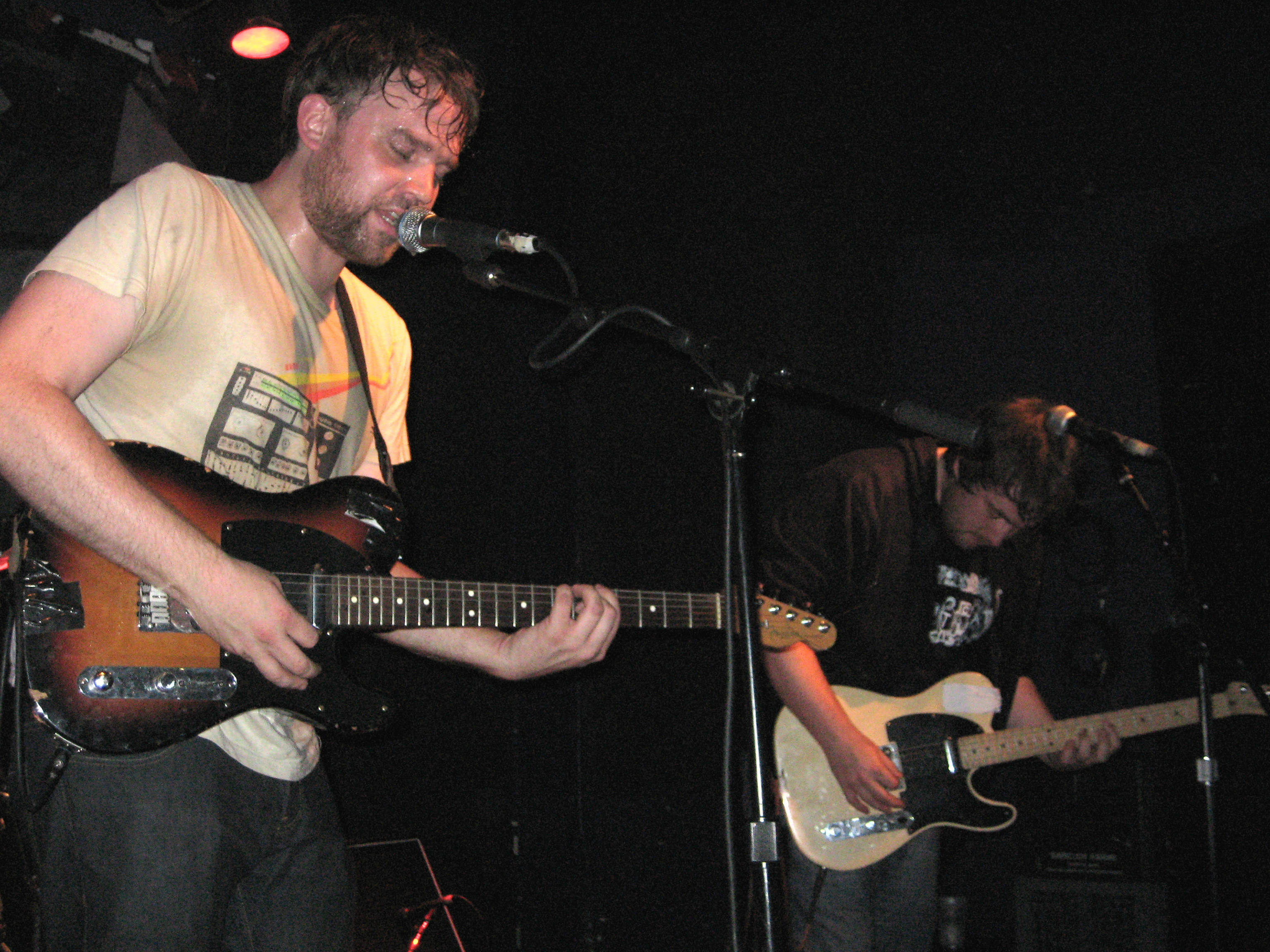
Frightened Rabbit sur scène à Cambridge (Massachusetts) en 2008.

Frightened Rabbit est un groupe de rock indépendant écossais formé en 2003.

## Discographie

### Albums studio
- Sing the Greys (2006)
- The Midnight Organ Fight (2008)
- The Winter of Mixed Drinks (2010)
- Pedestrian Verse (2013)
- Painting of a Panic Attack (2016)

### EPs
- A Frightened Rabbit EP (2011)
- State Hospital (2012) UK #53  US #163
- Backyard Skulls EP (2013)
- Late March, Death March EP (2013)

### En public
- Quietly Now! (2008)

### Singles
- Be Less Rude/The Greys (novembre 2007)
- It's Christmas So We'll Stop (décembre 2007)
- Head Rolls Off (mars 2008)
- Fast Blood (mai 2008)
- I Feel Better/The Twist (septembre 2008)
- It's Christmas So We'll Stop (décembre 2008)
- Swim Until You Can't See Land (novembre 2009)
- Nothing Like You (février 2010)
- Living in Colour (juin 2010)
- The Loneliness and the Scream (novembre 2010)
- Don't Go Breaking My Heart (2010) B-side
- The Woodpile (janvier 2013)
- Backyard Skulls (avril 2013)
- Norland Wind (avril 2013)
- Architect (avril 2013)

### Compilations
- It's Christmas So We'll Stop - Avalanche Records Alternative Christmas (2009)